# AHL 1984/85
Die Saison 1984/85 war die 49. reguläre Saison der American Hockey League (AHL). Während der regulären Saison bestritten die 13 Teams der Liga jeweils 80 Begegnungen. Die jeweils vier besten Mannschaften der North Division und der South Division spielten anschließend in einer Play-off-Runde um den Calder Cup.

## Teamänderungen
Folgende Änderungen wurden vor Beginn der Saison vorgenommen:
- Die Sherbrooke Jets stellten den Spielbetrieb ein
- Die Nova Scotia Oilers wurden als Expansionsteam in die Liga aufgenommen
- Die Moncton Alpines wurden verkauft und spielten fortan unter dem Namen Moncton Golden Flames
- Die Nova Scotia Voyageurs wurden nach Sherbrooke, Québec, umgesiedelt und spielten fortan unter dem Namen Sherbrooke Canadiens

## Reguläre Saison

### Abschlusstabellen
Reguläre Saison
| North Division        | GP | W  | L  | T  | GF  | GA  | Pts |
| --------------------- | -- | -- | -- | -- | --- | --- | --- |
| Maine Mariners        | 80 | 38 | 32 | 10 | 296 | 266 | 86  |
| Fredericton Express   | 80 | 36 | 36 | 8  | 279 | 301 | 80  |
| Sherbrooke Canadiens  | 80 | 37 | 38 | 5  | 323 | 329 | 79  |
| Nova Scotia Oilers    | 80 | 36 | 37 | 7  | 292 | 295 | 79  |
| Adirondack Red Wings  | 80 | 35 | 37 | 8  | 290 | 336 | 78  |
| Moncton Golden Flames | 80 | 32 | 40 | 8  | 291 | 300 | 72  |

| South Division        | GP | W  | L  | T  | GF  | GA  | Pts |
| --------------------- | -- | -- | -- | -- | --- | --- | --- |
| Binghamton Whalers    | 80 | 52 | 20 | 8  | 388 | 265 | 112 |
| Baltimore Skipjacks   | 80 | 45 | 27 | 8  | 326 | 252 | 98  |
| Rochester Americans   | 80 | 40 | 27 | 13 | 333 | 301 | 93  |
| Springfield Indians   | 80 | 36 | 40 | 4  | 322 | 326 | 76  |
| New Haven Nighthawks  | 80 | 31 | 41 | 8  | 315 | 341 | 70  |
| Hershey Bears         | 80 | 26 | 43 | 11 | 315 | 339 | 63  |
| St. Catharines Saints | 80 | 24 | 50 | 6  | 272 | 391 | 54  |

### Beste Scorer
Abkürzungen: GP = Spiele, G = Tore, A = Assists, Pts = Punkte, +/- = Plus/Minus, PIM = Strafminuten; Fett: Saisonbestwert
| Spieler        | Team                  | GP | G  | A  | Pts | PIM |
| -------------- | --------------------- | -- | -- | -- | --- | --- |
| Paul Gardner   | Binghamton Whalers    | 64 | 51 | 79 | 130 | 10  |
| Claude Verret  | Rochester Americans   | 76 | 40 | 53 | 93  | 12  |
| Pierre Rioux   | Moncton Golden Flames | 69 | 25 | 66 | 91  | 14  |
| Steve Thomas   | St. Catharines Saints | 64 | 42 | 48 | 90  | 56  |
| Bruce Eakin    | Moncton Golden Flames | 78 | 35 | 48 | 83  | 60  |
| Larry Floyd    | Maine Mariners        | 72 | 30 | 51 | 81  | 24  |
| Claude Larose  | Sherbrooke Canadiens  | 77 | 36 | 43 | 79  | 4   |
| Serge Boisvert | Sherbrooke Canadiens  | 63 | 38 | 41 | 79  | 8   |
| Ray Cote       | Nova Scotia Oilers    | 79 | 36 | 43 | 79  | 63  |
| Grant Martin   | Fredericton Express   | 65 | 31 | 47 | 78  | 78  |
| Mike Siltala   | Binghamton Whalers    | 75 | 42 | 36 | 78  | 53  |

## Calder-Cup-Playoffs

### Modus
Für die Play-offs qualifizierten sich die jeweils vier besten Mannschaften jeder Division. In den ersten zwei Play-off-Runden wurden die Sieger der jeweiligen Divisions ausgespielt. In Runde drei trafen die beiden Division-Sieger im Finale aufeinander. Alle Play-off-Runden sowie das Finale wurde im Modus Best-of-Seven ausgespielt.

### Play-off-Übersicht
| Division Halbfinale | Division Halbfinale  | Division Halbfinale  |    |                      | Division Finals | Division Finals | Division Finals |  |  | Calder Cup Finale | Calder Cup Finale | Calder Cup Finale |
|                     |                      |                      |    |                      |                 |                 |                 |  |  |                   |                   |                   |
| N1                  | Maine Mariners       | 4                    |    |                      |                 |                 |                 |  |  |                   |                   |                   |
| N4                  | Nova Scotia Oilers   | 2                    |    |                      |                 |                 |                 |  |  |                   |                   |                   |
| N4                  | Nova Scotia Oilers   | 2                    | N1 | Maine Mariners       | 1               |                 |                 |  |  |                   |                   |                   |
| North Division      |                      |                      | N1 | Maine Mariners       | 1               |                 |                 |  |  |                   |                   |                   |
|                     | N3                   | Sherbrooke Canadiens | 4  |                      |                 |                 |                 |  |  |                   |                   |                   |
| N2                  | N3                   | Sherbrooke Canadiens | 4  | Fredericton Express  | 2               |                 |                 |  |  |                   |                   |                   |
| N2                  |                      |                      |    | Fredericton Express  | 2               |                 |                 |  |  |                   |                   |                   |
| N3                  | Sherbrooke Canadiens | 4                    |    |                      |                 |                 |                 |  |  |                   |                   |                   |
| N3                  | Sherbrooke Canadiens | 4                    | N3 | Sherbrooke Canadiens | 4               |                 |                 |  |  |                   |                   |                   |
|                     |                      |                      |    | Sherbrooke Canadiens | 4               |                 |                 |  |  |                   |                   |                   |
|                     | S2                   | Baltimore Skipjacks  | 2  |                      |                 |                 |                 |  |  |                   |                   |                   |
| S1                  | S2                   | Baltimore Skipjacks  | 2  | Binghamton Whalers   | 4               |                 |                 |  |  |                   |                   |                   |
| S1                  |                      |                      |    | Binghamton Whalers   | 4               |                 |                 |  |  |                   |                   |                   |
| S4                  | Springfield Indians  | 0                    |    |                      |                 |                 |                 |  |  |                   |                   |                   |
| S4                  | Springfield Indians  | 0                    | S1 | Binghamton Whalers   | 0               |                 |                 |  |  |                   |                   |                   |
| South Division      |                      |                      | S1 | Binghamton Whalers   | 0               |                 |                 |  |  |                   |                   |                   |
|                     | S2                   | Baltimore Skipjacks  | 4  |                      |                 |                 |                 |  |  |                   |                   |                   |
| S2                  | S2                   | Baltimore Skipjacks  | 4  | Baltimore Skipjacks  | 4               |                 |                 |  |  |                   |                   |                   |
| S2                  |                      |                      |    | Baltimore Skipjacks  | 4               |                 |                 |  |  |                   |                   |                   |
| S3                  | Rochester Americans  | 1                    |    |                      |                 |                 |                 |  |  |                   |                   |                   |

### Calder-Cup-Sieger
| Calder-Cup-Sieger Sherbrooke Canadiens | Torhüter: Greg Moffett, Paul Pageau, Patrick Roy Verteidiger: Kent Carlson, Bobby Dollas, Ted Fauss, Gaston Gingras, John Kordic, Mike Lalor, Ric Nattress, Steve Smith, Michel Therrien Angreifer: Normand Baron, Serge Boisvert, Randy Bucyk, Murray Eaves, Steven Fletcher, Remi Gagne, Claude Larose, Tom Martin, John Newberry, Paul Pooley, Perry Pooley, Stéphane Richer, Thomas Rundqvist, Brian Skrudland, Jeffrey Teal Cheftrainer: Pierre Creamer General Manager: Serge Savard |

## Vergebene Trophäen

### Mannschaftstrophäen
| Auszeichnung                                                             | Team                 |
| ------------------------------------------------------------------------ | -------------------- |
| Calder Cup Gewinner der AHL-Playoffs                                     | Sherbrooke Canadiens |
| F. G. „Teddy“ Oke Trophy Bestes Team der North Division, Reguläre Saison | Maine Mariners       |
| John D. Chick Trophy Bestes Team der South Division, Reguläre Saison     | Binghamton Whalers   |

### Individuelle Trophäen
| Auszeichnung                                                                                    | Spieler         | Team                  |
| ----------------------------------------------------------------------------------------------- | --------------- | --------------------- |
| Les Cunningham Award MVP der regulären Saison                                                   | Paul Gardner    | Binghamton Whalers    |
| John B. Sollenberger Trophy Bester Scorer                                                       | Paul Gardner    | Binghamton Whalers    |
| Dudley „Red“ Garrett Memorial Award Bester Rookie                                               | Steve Thomas    | St. Catharines Saints |
| Eddie Shore Award Bester Verteidiger                                                            | Richie Dunn     | Binghamton Whalers    |
| Aldege „Baz“ Bastien Memorial Award Bester Torhüter                                             | Jon Casey       | Baltimore Skipjacks   |
| Harry „Hap“ Holmes Memorial Award Torhüter mit dem geringsten Gegentorschnitt                   | Jon Casey       | Baltimore Skipjacks   |
| Louis A. R. Pieri Memorial Award Bester Trainer                                                 | Bill Dineen     | Adirondack Red Wings  |
| Fred T. Hunt Memorial Award Für den Spieler, der durch Fairness, Einsatz und Hingabe herausragt | Paul Gardner    | Binghamton Whalers    |
| Jack A. Butterfield Trophy MVP der Calder-Cup-Playoffs                                          | Brian Skrudland | Sherbrooke Canadiens  |